# Alan Walker
Alan Olav Walker (Northampton, 24 agosto 1997) è un disc jockey e produttore discografico anglo-norvegese.
È diventato noto per il suo brano Faded (2015), che ha ottenuto la certificazione di disco di diamante in Germania e certificazioni multiplatino in oltre 10 Paesi, tra cui Stati Uniti e Regno Unito. Ha pubblicato il suo album di debutto, Different World, nel 2018. Dal 2016 è presente nella classifica Top100Djs della rivista Dj Magazine con il piazzamento più alto al n°11 nel 2023.

## Biografia
Nato a Northampton (Midlands Orientali) da padre inglese, Philip, e madre norvegese, Hilde, all'età di due anni si trasferisce con la famiglia nella città norvegese di Bergen, dove ha mantenuto la residenza. Possiede la doppia cittadinanza britannica e norvegese dalla nascita. Sin da bambino ha dimostrato interesse nella programmazione e progettazione digitale e all'età di 15 anni ha iniziato a produrre musica sul suo computer e a pubblicarla online attraverso YouTube e SoundCloud, attirando l'attenzione delle case discografiche.
È stato ispirato dai produttori K-391 e Ahrix e da compositori come Hans Zimmer e Steve Jablonsky. Ha iniziato a produrre la sua musica sul suo laptop usando FL Studio. Nel luglio 2012, con l'aiuto e il feedback dei suoi fan online, iniziò a perseguire la sua carriera di produttore musicale e lentamente iniziò a pubblicare la sua musica su YouTube e SoundCloud. Era noto come DJ Walkzz prima di firmare un contratto discografico.
Walker ha pubblicato il brano "Faded" il 17 agosto 2014 e rieditata successivamente tramite l'etichetta discografica NoCopyrightSounds il 19 novembre. La traccia ha oltre tre miliardi di visualizzazioni su YouTube, più un miliardo e mezzo di riproduzioni su Spotify e 35 milioni di streaming su SoundCloud. Nel 2015 pubblica "Force" e "Spectre". Tuttavia, questi tre brani verranno successivamente rimossi da tutti i servizi musicali streaming per via dei contratti non rinnovati con l'etichetta royalty-free.
Alla fine del 2015, dopo aver firmato un contratto con MER Musikk e Sony, arriva al successo grazie al brano "Faded"; rimasterizzazione (con l'aggiunta di una traccia vocale con la cantante norvegese Iselin Solheim) di "Fade". Nel 2016 vince il premio Spellemannprisen nella categoria tormentone dell'anno per il suo brano "Faded".
Nel corso del 2016 ha pubblicato altri singoli: "Sing Me to Sleep", "Routine" e "Alone".
Nel 2017 pubblica "Tired", primo singolo della trilogia World of Walkers, in collaborazione con Gavin James. In seguito, nel settembre 2017, pubblica "The Spectre", rimasterizzato con voce dal suo brano musicale "Spectre", e, ad ottobre, pubblica "All Falls Down" in collaborazione con Noah Cyrus e Digital Farm Animals.
Nel 2018 produce un featuring con K-391, Julie Bergan e Seungri: "Ignite", la quale è il prologo di "Ignite Instrumental", brano lanciato da Walker nel 2017. Il 27 luglio 2018 pubblica "Darkside", secondo capitolo della trilogia World of Walkers, in collaborazione con Au/Ra e Tomine Harket. Il 28 settembre viene pubblicato l'ultimo brano della trilogia World of Walkers, "Diamond Heart", in collaborazione con Sophia Somajo.
Per concludere il 2018, Walker ha pubblicato "Different World" in collaborazione con K-391, Sofia Carson e CORSAK, dal suo album di debutto con lo stesso nome, pubblicato il 14 dicembre. L'album è composto da 15 canzoni tra cui 5 nuove: "Lost Control" (featuring Sorana), "I Don't Wanna Go" (featuring Julie Bergan), "Lily" (featuring K-391 e Emelie Hollow), "Lonely" (featuring Steve Aoki, Omar Noir e ISAK) e "Do It All For You" (featuring Trevor Guthrie).
Il 22 febbraio 2019, Walker ha pubblicato il singolo "Are You Lonely" con Steve Aoki e ISAK. È un remix della canzone originale "Lonely" del suo album di debutto Different World. Il 21 marzo 2019, Walker ha pubblicato il singolo "On My Way", con Sabrina Carpenter e Farruko in collaborazione con PUBG Mobile. Il 20 luglio 2019 pubblica "Unity", brano composto, cantato e prodotto dai suoi fan e mixato da James Njie. Il 25 luglio 2019 pubblica "Live Fast", in collaborazione con ASAP Rocky e PUBG Mobile. 
Il 31 agosto 2019 pubblica "Play" in collaborazione con K-391, Martin Tungevaag e Mangoo, un rifacimento di una canzone intitolata "Eurodancer", pubblicata da quest'ultimo nel 1999. Walker e gli altri membri della collaborazione aprirono un concorso in cui tutti i fan hanno avuto la possibilità di produrre i propri remix e i migliori, scelti dagli artisti della collaborazione, sono stati distribuiti dopo essere stati perfezionati in studio.
Il 2 novembre 2019 fa uscire "Avem", l'inno di Aviation Tour, il suo tour globale del 2019, ed è anche la colonna sonora del suo gioco The Aviation Game. Il 27 dicembre 2019 ha fatto uscire il brano "Alone, Pt. II" feat. Ava Max.
A gennaio 2020 collabora alla pubblicazione di "End of Time", con K-391 e Ahrix. Il brano è il remix di "Nova", pubblicato dallo stesso Ahrix nel 2013 e, il 31 marzo dello stesso anno, pubblica "Heading Home".

## Discografia

### Album in studio
- 2018 – Different World
- 2021 – World of Walker
- 2022 – Walkerverse Pt. I & II
- 2023 – Walkerworld
- 2025 – Walkerworld 2.0

## Tournée
- Walker Tour (2016–2017)
- World of Walker Tour (2017-2018)
- Different World Tour (2018-2019)
- Aviation Tour (2019)
- Walkerverse Tour  (2022)

### Presenze
- Rihanna – Anti World Tour (2016)[11]
- Justin Bieber – Purpose World Tour (2017)[12]
- Martin Garrix – Thursdays at Ushuaïa